# Plantilles de la Copa América Centenario
La següent és una llista de les plantilles de la Copa América Centenario
La composició provisional dels equips es va anunciar el 4 de maig de 2016. Cada selecció havia de donar una llista final definitiva de 23 jugadors.
Les seleccions finals es varen confirmar pels organitzadors el 20 de maig de 2016.

## Grup A

### Colòmbia
Entrenador:  José Pékerman
Els següents 23 jugadors foren els seleccionats per formar part de l'equip nacional a la Copa América Centenario. Óscar Murillo, lesionat, fou substituït a darrera hora per Yerry Mina.

| Dorsal | Posició | Jugador                 | Data de naixement/edat | Partits | Gols | Club                   |
| ------ | ------- | ----------------------- | ---------------------- | ------- | ---- | ---------------------- |
| 1      | POR     | David Ospina            | 31 d'agost de 1988     | 64      | 0    | Arsenal (2n capità)    |
| 2      | DEF     | Cristián Zapata         | 30 de setembre de 1986 | 40      | 0    | Milan                  |
| 3      | DEF     | Yerry Mina              | 23 de setembre de 1994 | 2       | 0    | Palmeiras              |
| 4      | DEF     | Santiago Arias          | 13 de gener de 1992    | 21      | 0    | PSV                    |
| 5      | MIG     | Guillermo Celis         | 8 de maig de 1993      | 1       | 0    | Junior                 |
| 6      | MIG     | Carlos Sánchez          | 6 de febrer de 1986    | 62      | 0    | Aston Villa            |
| 7      | DAV     | Carlos Bacca            | 8 de setembre de 1986  | 27      | 11   | Milan                  |
| 8      | MIG     | Edwin Cardona           | 8 de desembre de 1992  | 14      | 3    | Monterrey              |
| 9      | DAV     | Roger Martínez          | 23 de juny de 1994     | 0       | 0    | Racing Club            |
| 10     | MIG     | James Rodríguez         | 12 de juliol de 1991   | 42      | 14   | Reial Madrid (capità)  |
| 11     | MIG     | Juan Guillermo Cuadrado | 26 de maig de 1988     | 49      | 5    | Juventus               |
| 12     | POR     | Róbinson Zapata         | 30 de setembre de 1978 | 3       | 0    | Santa Fe               |
| 13     | MIG     | Sebastián Pérez         | 29 de març de 1993     | 2       | 1    | Atlético Nacional      |
| 14     | DEF     | Stefan Medina           | 14 de juny de 1992     | 4       | 0    | Pachuca                |
| 15     | DEF     | Felipe Aguilar          | 20 de gener de 1993    | 0       | 0    | Atlético Nacional      |
| 16     | MIG     | Daniel Torres           | 15 de novembre de 1989 | 4       | 0    | Independiente Medellín |
| 17     | DAV     | Dayro Moreno            | 16 de setembre de 1985 | 27      | 2    | Tijuana                |
| 18     | DEF     | Frank Fabra             | 22 de febrer de 1991   | 5       | 0    | Boca Juniors           |
| 19     | DEF     | Farid Díaz              | 20 de juliol de 1983   | 2       | 0    | Atlético Nacional      |
| 20     | MIG     | Andrés Felipe Roa       | 25 de maig de 1993     | 1       | 0    | Deportivo Cali         |
| 21     | DAV     | Marlos Moreno           | 20 de setembre de 1996 | 2       | 0    | Atlético Nacional      |
| 22     | DEF     | Jeison Murillo          | 27 de maig de 1992     | 16      | 1    | Internazionale         |
| 23     | POR     | Cristian Bonilla        | 2 de juny de 1993      | 0       | 0    | Atlético Nacional      |

### Costa Rica
Entrenador: Óscar Ramírez
Els següents 23 jugadors foren els seleccionats per formar part de l'equip nacional a la Copa América Centenario. El porter Esteban Alvarado va ser desconvocat per lesió el 20 de maig, i fou substituït per Leonel Moreira. El 31 de maig, Keylor Navas fou desconvocat per una tendinitis al peu esquerre, i fou substituït per Danny Carvajal, i Ariel Rodríguez, també lesionat, fou substituït per Johnny Woodly.
| Dorsal | Posició | Jugador           | Data de naixement/edat | Partits | Gols | Club                        |
| ------ | ------- | ----------------- | ---------------------- | ------- | ---- | --------------------------- |
| 1      | POR     | Danny Carvajal    | 8 de gener de 1989     | 0       | 0    | Deportivo Saprissa          |
| 2      | DEF     | Johnny Acosta     | 21 de juliol de 1983   | 40      | 2    | Alajuelense                 |
| 3      | DEF     | Francisco Calvo   | 8 de juliol de 1992    | 11      | 0    | Deportivo Saprissa          |
| 4      | DEF     | Michael Umaña     | 16 de juliol de 1982   | 92      | 1    | Persepolis                  |
| 5      | MIG     | Celso Borges      | 27 de maig de 1988     | 88      | 20   | Deportivo La Coruña         |
| 6      | DEF     | Óscar Duarte      | 3 de juny de 1989      | 28      | 2    | Espanyol                    |
| 7      | MIG     | Christian Bolaños | 30 de maig de 1984     | 57      | 2    | Vancouver Whitecaps         |
| 8      | DEF     | Bryan Oviedo      | 18 de febrer de 1990   | 28      | 1    | Everton                     |
| 9      | DAV     | Álvaro Saborío    | 22 de març de 1982     | 107     | 35   | D.C. United                 |
| 10     | DAV     | Bryan Ruiz        | 18 d'agost de 1985     | 87      | 21   | Sporting de Lisboa (capità) |
| 11     | MIG     | Johan Venegas     | 27 de novembre de 1988 | 21      | 5    | Montréal Impact             |
| 12     | DAV     | Joel Campbell     | 26 de juny de 1992     | 58      | 11   | Arsenal                     |
| 13     | MIG     | Óscar Granados    | 25 d'octubre de 1985   | 14      | 0    | Herediano                   |
| 14     | MIG     | Randall Azofeifa  | 30 de desembre de 1984 | 38      | 1    | Herediano                   |
| 15     | DEF     | José Salvatierra  | 10 d'octubre de 1989   | 26      | 0    | Alajuelense                 |
| 16     | DEF     | Cristian Gamboa   | 24 d'octubre de 1989   | 47      | 2    | West Bromwich Albion        |
| 17     | MIG     | Yeltsin Tejeda    | 17 de març de 1992     | 34      | 0    | Evian                       |
| 18     | POR     | Patrick Pemberton | 24 de maig de 1982     | 27      | 0    | Alajuelense                 |
| 19     | DEF     | Kendall Waston    | 1 de gener de 1988     | 7       | 1    | Vancouver Whitecaps         |
| 20     | DAV     | Johnny Woodly     | 27 de juliol de 1980   | 0       | 0    | Alajuelense                 |
| 21     | DAV     | Marco Ureña       | 5 de març de 1990      | 40      | 10   | Midtjylland                 |
| 22     | DEF     | Rónald Matarrita  | 9 de juliol de 1994    | 8       | 0    | New York City               |
| 23     | POR     | Leonel Moreira    | 4 d'abril de 1990      | 5       | 0    | Herediano                   |

### Paraguai
Entrenador:  Ramón Díaz
Els següents 23 jugadors foren els seleccionats per formar part de l'equip nacional a la Copa América Centenario. El davanter Roque Santa Cruz fou inicialment seleccionat, però es va lesionar i fou substituït per Antonio Sanabria. Pablo Aguilar i Néstor Ortigoza, també lesionats, foren substituïts per Víctor Ayala i Iván Piris respectivament.
| Dorsal | Posició | Jugador               | Data de naixement/edat | Partits | Gols | Club              |
| ------ | ------- | --------------------- | ---------------------- | ------- | ---- | ----------------- |
|        | POR     | Justo Villar          | 30 de juny de 1977     | 114     | 0    | Colo-Colo         |
|        | POR     | Antony Silva          | 27 de febrer de 1984   | 14      | 0    | Cerro Porteño     |
|        | POR     | Diego Barreto         | 16 de juliol de 1981   | 13      | 0    | Olimpia           |
|        | DEF     | Paulo da Silva        | 1 de febrer de 1980    | 133     | 2    | Toluca (capità)   |
|        | DEF     | Miguel Samudio        | 24 d'agost de 1986     | 33      | 1    | América           |
|        | DEF     | Iván Piris            | 10 de març de 1989     | 24      | 0    | Udinese           |
|        | DEF     | Gustavo Gómez         | 6 de maig de 1993      | 13      | 2    | Lanús             |
|        | DEF     | Bruno Valdez          | 6 d'octubre de 1992    | 10      | 0    | Cerro Porteño     |
|        | DEF     | Fabián Balbuena       | 23 d'agost de 1991     | 3       | 0    | Corinthians       |
|        | DEF     | Blás Riveros          | 16 d'abril de 1998     | 0       | 0    | Olimpia           |
|        | MIG     | Víctor Ayala          | 1 de gener de 1988     | 17      | 0    | Lanús             |
|        | MIG     | Óscar Romero          | 4 de juliol de 1992    | 17      | 1    | Racing            |
|        | MIG     | Celso Ortiz           | 26 de gener de 1989    | 8       | 0    | AZ                |
|        | MIG     | Juan Rodrigo Rojas    | 9 d'abril de 1988      | 6       | 0    | Cerro Porteño     |
|        | MIG     | Miguel Almirón        | 13 de novembre de 1993 | 1       | 0    | Lanús             |
|        | MIG     | Robert Piris Da Motta | 26 de juliol de 1994   | 0       | 0    | Olimpia           |
|        | DAV     | Nelson Haedo Valdez   | 28 de novembre de 1983 | 74      | 13   | Seattle Sounders  |
|        | DAV     | Édgar Benítez         | 8 de novembre de 1987  | 52      | 8    | Querétaro         |
|        | DAV     | Derlis González       | 23 de març de 1994     | 20      | 3    | Dynamo Kyiv       |
|        | DAV     | Dario Lezcano         | 30 de juny de 1990     | 5       | 4    | Ingolstadt 04     |
|        | DAV     | Jorge Benítez         | 2 de setembre de 1992  | 5       | 1    | Cruz Azul         |
|        | DAV     | Antonio Sanabria      | 4 de març de 1996      | 5       | 0    | Sporting de Gijón |
|        | DAV     | Juan Iturbe           | 4 de juny de 1993      | 1       | 0    | Bournemouth       |

### Estats Units
Entrenador:  Jürgen Klinsmann
La llista definitiva de 23 jugadors es va anunciar el 21 de maig de 2016. Timothy Chandler, lesionat, fou substituït per Edgar Castillo el 27 de maig.
| Dorsal | Posició | Jugador           | Data de naixement/edat | Partits | Gols | Club                     |
| ------ | ------- | ----------------- | ---------------------- | ------- | ---- | ------------------------ |
| 1      | POR     | Brad Guzan        | 9 de setembre de 1984  | 42      | 0    | Aston Villa              |
| 2      | DEF     | DeAndre Yedlin    | 9 de juliol de 1993    | 31      | 0    | Sunderland               |
| 3      | DEF     | Steve Birnbaum    | 23 de gener de 1991    | 4       | 1    | D.C. United              |
| 4      | MIG     | Michael Bradley   | 31 de juliol de 1987   | 113     | 15   | Toronto FC (capità)      |
| 5      | DEF     | Matt Besler       | 11 de febrer de 1987   | 31      | 0    | Sporting Kansas City     |
| 6      | DEF     | John Brooks       | 28 de gener de 1993    | 18      | 2    | Hertha BSC               |
| 7      | DAV     | Bobby Wood        | 15 de novembre de 1992 | 16      | 4    | Hamburger SV             |
| 8      | DAV     | Clint Dempsey     | 9 de març de 1983      | 122     | 49   | Seattle Sounders FC      |
| 9      | DAV     | Gyasi Zardes      | 2 de setembre de 1991  | 23      | 3    | LA Galaxy                |
| 10     | MIG     | Darlington Nagbe  | 19 de juliol de 1990   | 5       | 0    | Portland Timbers         |
| 11     | MIG     | Alejandro Bedoya  | 29 d'abril de 1987     | 45      | 2    | Nantes                   |
| 12     | POR     | Tim Howard        | 6 de març de 1979      | 107     | 0    | Everton                  |
| 13     | MIG     | Jermaine Jones    | 3 de novembre de 1981  | 58      | 3    | Colorado Rapids          |
| 14     | DEF     | Michael Orozco    | 7 de febrer de 1986    | 22      | 4    | Tijuana                  |
| 15     | MIG     | Kyle Beckerman    | 23 d'abril de 1982     | 52      | 1    | Real Salt Lake           |
| 16     | MIG     | Perry Kitchen     | 29 de febrer de 1992   | 3       | 0    | Heart of Midlothian      |
| 17     | DAV     | Christian Pulisic | 18 de setembre de 1998 | 1       | 0    | Borussia Dortmund        |
| 18     | DAV     | Chris Wondolowski | 28 de gener de 1983    | 31      | 10   | San Jose Earthquakes     |
| 19     | MIG     | Graham Zusi       | 18 d'agost de 1986     | 33      | 4    | Sporting Kansas City     |
| 20     | DEF     | Geoff Cameron     | 11 de juliol de 1985   | 39      | 4    | Stoke City               |
| 21     | DEF     | Edgar Castillo    | 8 d'octubre de 1986    | 18      | 0    | Monterrey                |
| 22     | POR     | Ethan Horvath     | 9 de juny de 1995      | 0       | 0    | Molde                    |
| 23     | DEF     | Fabian Johnson    | 11 de desembre de 1987 | 42      | 2    | Borussia Mönchengladbach |

## Grup B

### Brasil
Entrenador: Dunga
Els següents 23 jugadors foren els seleccionats per formar part de l'equip nacional a la Copa América Centenario. Ricardo Oliveira i Douglas Costa, lesionats, foren canviats per Jonas i Kaká el 20 i el 26 de maigrespectivament. Rafinha i Ederson també caigueren de la convocatòria i foren substituïts per Lucas Moura i Marcelo Grohe. Al seu torn, Kaká caigué de la convocatòria l'1 de juny, substituït per Paulo Henrique Ganso. Luiz Gustavo va abandonar l'equip el 2 de juny per motius personals, i fou substituït per Walace.
| Dorsal | Posició | Jugador              | Data de naixement/edat | Partits | Gols | Club                   |
| ------ | ------- | -------------------- | ---------------------- | ------- | ---- | ---------------------- |
| 1      | POR     | Alisson              | 2 d'octubre de 1992    | 5       | 0    | Internacional          |
| 2      | DEF     | Dani Alves           | 6 de maig de 1983      | 89      | 7    | Barcelona              |
| 3      | DEF     | Miranda              | 7 de setembre de 1984  | 29      | 0    | Internazionale         |
| 4      | DEF     | Gil                  | 12 de juny de 1987     | 6       | 0    | Shandong Luneng        |
| 5      | MIG     | Casemiro             | 23 de febrer de 1992   | 9       | 0    | Reial Madrid           |
| 6      | DEF     | Filipe Luís          | 9 d'agost de 1985      | 23      | 1    | Atlético Madrid        |
| 7      | MIG     | Paulo Henrique Ganso | 12 d'octubre de 1989   | 8       | 0    | São Paulo              |
| 8      | MIG     | Elias                | 16 de maig de 1985     | 31      | 0    | Corinthians            |
| 9      | DAV     | Jonas                | 1 d'abril de 1984      | 9       | 2    | Benfica                |
| 10     | MIG     | Lucas Lima           | 9 de juliol de 1990    | 9       | 1    | Santos                 |
| 11     | DAV     | Gabriel              | 30 d'agost de 1996     | 1       | 1    | Santos                 |
| 12     | POR     | Diego Alves          | 24 de juny de 1985     | 8       | 0    | Valencia               |
| 13     | DEF     | Marquinhos           | 14 de maig de 1994     | 9       | 0    | Paris Saint-Germain    |
| 14     | DEF     | Rodrigo Caio         | 17 d'agost de 1993     | 1       | 0    | São Paulo              |
| 15     | DEF     | Fabinho              | 23 d'octubre de 1993   | 3       | 0    | Monaco                 |
| 16     | DEF     | Douglas Santos       | 22 de març de 1994     | 0       | 0    | Atlético Mineiro       |
| 17     | MIG     | Walace               | 4 d'abril de 1995      | 0       | 0    | Grêmio                 |
| 18     | MIG     | Renato Augusto       | 8 de febrer de 1988    | 7       | 2    | Beijing Guoan          |
| 19     | MIG     | Willian              | 9 d'agost de 1988      | 34      | 6    | Chelsea                |
| 20     | MIG     | Lucas Moura          | 13 d'agost de 1992     | 33      | 4    | Paris Saint-Germain    |
| 21     | DAV     | Hulk                 | 25 de juliol de 1986   | 46      | 12   | Zenit Saint Petersburg |
| 22     | MIG     | Philippe Coutinho    | 12 de juny de 1992     | 13      | 1    | Liverpool              |
| 23     | POR     | Marcelo Grohe        | 13 de gener de 1987    | 2       | 0    | Grêmio                 |

### Equador
Entrenador:  Gustavo Quinteros
Els següents 23 jugadors foren els seleccionats per formar part de l'equip nacional a la Copa América Centenario.
| Dorsal | Posició | Jugador             | Data de naixement/edat | Partits | Gols | Club                 |
| ------ | ------- | ------------------- | ---------------------- | ------- | ---- | -------------------- |
|        | POR     | Alexander Domínguez | 5 de juny de 1987      | 36      | 0    | LDU Quito            |
|        | POR     | Máximo Banguera     | 16 de desembre de 1985 | 27      | 0    | Barcelona            |
|        | POR     | Esteban Dreer       | 11 de novembre de 1981 | 1       | 0    | Emelec               |
|        | DEF     | Walter Ayoví        | 11 d'agost de 1979     | 111     | 8    | Monterrey            |
|        | DEF     | Juan Carlos Paredes | 8 de juliol de 1987    | 58      | 0    | Watford              |
|        | DEF     | Frickson Erazo      | 5 de maig de 1988      | 57      | 2    | Atlético Mineiro     |
|        | DEF     | Gabriel Achilier    | 23 de març de 1985     | 36      | 0    | Emelec               |
|        | DEF     | Arturo Mina         | 8 d'octubre de 1990    | 7       | 0    | Independiente        |
|        | DEF     | Cristian Ramírez    | 12 d'agost de 1994     | 4       | 0    | Ferencváros          |
|        | DEF     | Robert Arboleda     | 22 d'octubre de 1991   | 0       | 0    | Universidad Católica |
|        | MIG     | Antonio Valencia    | 4 d'agost de 1985      | 80      | 8    | Manchester United    |
|        | MIG     | Christian Noboa     | 9 d'abril de 1985      | 63      | 3    | Rostov               |
|        | MIG     | Jefferson Montero   | 1 de setembre de 1989  | 55      | 10   | Swansea City         |
|        | MIG     | Michael Arroyo      | 23 d'abril de 1987     | 26      | 4    | América              |
|        | MIG     | Fidel Martínez      | 15 de febrer de 1990   | 23      | 7    | UNAM                 |
|        | MIG     | Juan Cazares        | 3 d'abril de 1992      | 12      | 1    | Atlético Mineiro     |
|        | MIG     | Carlos Gruezo       | 19 d'abril de 1995     | 10      | 0    | FC Dallas            |
|        | MIG     | Ángel Mena          | 21 de gener de 1988    | 6       | 1    | Emelec               |
|        | MIG     | Fernando Gaibor     | 8 de novembre de 1991  | 4       | 0    | Emelec               |
|        | MIG     | Pedro Larrea        | 21 de maig de 1986     | 0       | 0    | El Nacional          |
|        | DAV     | Jaime Ayoví         | 21 de febrer de 1988   | 34      | 9    | Godoy Cruz           |
|        | DAV     | Enner Valencia      | 4 de novembre de 1989  | 24      | 14   | West Ham United      |
|        | DAV     | Miler Bolaños       | 1 de juny de 1990      | 12      | 6    | Grêmio               |

### Haití
Entrenador:  Patrice Neveu
Els següents 23 jugadors foren els seleccionats per formar part de l'equip nacional a la Copa América Centenario.
| Dorsal | Posició | Jugador               | Data de naixement/edat | Partits | Gols | Club                     |
| ------ | ------- | --------------------- | ---------------------- | ------- | ---- | ------------------------ |
|        | POR     | Johnny Placide        | 21 de gener de 1989    | 27      | 0    | Reims (capità)           |
|        | POR     | Steward Ceus          | 26 de març de 1987     | 8       | 0    | Minnesota United         |
|        | POR     | Luis Valendi Odelus   | 1 de desembre de 1994  | 0       | 0    | Aigle Noir               |
|        | DEF     | Romain Genevois       | 28 d'octubre de 1987   | 4       | 0    | Nice                     |
|        | DEF     | Judelin Aveska        | 21 d'octubre de 1987   | 46      | 1    | Atlético Uruguay         |
|        | DEF     | Mechack Jérôme        | 21 d'abril de 1990     | 52      | 2    | Jacksonville Armada      |
|        | DEF     | Stéphane Lambese      | 10 de maig de 1995     | 4       | 0    | Paris Saint-Germain      |
|        | DEF     | Réginal Goreux        | 31 de desembre de 1987 | 21      | 2    | Standard Liège           |
|        | DEF     | Jean Sony Alcénat     | 23 de gener de 1986    | 64      | 7    | Voluntari                |
|        | DEF     | Kim Jaggy             | 14 de novembre de 1982 | 19      | 1    | Aarau                    |
|        | DEF     | Alex Junior Christian | 5 de desembre de 1993  | 5       | 0    | Vila Real                |
|        | MIG     | Kevin Lafrance        | 13 de gener de 1990    | 21      | 2    | Chrobry Głogów           |
|        | MIG     | Jean Alexandre        | 24 d'agost de 1986     | 38      | 2    | Fort Lauderdale Strikers |
|        | MIG     | Max Hilaire           | 6 de desembre de 1985  | 7       | 0    | Cholet                   |
|        | MIG     | Soni Mustivar         | 12 de febrer de 1990   | 11      | 0    | Sporting Kansas City     |
|        | MIG     | Pascal Millien        | 3 de maig de 1986      | 31      | 2    | Jacksonville Armada      |
|        | MIG     | Sony Norde            | 27 de juliol de 1989   | 25      | 3    | Mohun Bagan              |
|        | MIG     | James Marcelin        | 13 de juny de 1986     | 29      | 3    | Carolina RailHawks       |
|        | DAV     | Jean-Eudes Maurice    | 21 de juny de 1986     | 30      | 10   | Sài Gòn                  |
|        | DAV     | Kervens Belfort       | 16 de maig de 1992     | 27      | 11   | 1461 Trabzon             |
|        | DAV     | Duckens Nazon         | 17 d'abril de 1994     | 13      | 4    | Laval                    |
|        | DAV     | Jeff Louis            | 8 d'agost de 1992      | 26      | 2    | Caen                     |
|        | DAV     | Wilde-Donald Guerrier | 31 de març de 1989     | 36      | 7    | Wisła Kraków             |

### Perú
Entrenador:  Ricardo Gareca
Els següents 23 jugadors foren els seleccionats per formar part de l'equip nacional a la Copa América Centenario.

| Dorsal | Posició | Jugador            | Data de naixement/edat | Partits | Gols | Club                      |
| ------ | ------- | ------------------ | ---------------------- | ------- | ---- | ------------------------- |
|        | POR     | Pedro Gallese      | 23 de febrer de 1990   | 19      | 0    | Juan Aurich               |
|        | POR     | Diego Penny        | 22 d'abril de 1984     | 15      | 0    | Sporting Cristal          |
|        | POR     | Carlos Cáceda      | 27 de setembre de 1991 | 0       | 0    | Universitario             |
|        | DEF     | Yoshimar Yotún     | 7 d'abril de 1990      | 52      | 1    | Malmö FF                  |
|        | DEF     | Alberto Rodríguez  | 31 de març de 1984     | 52      | 0    | Sporting Cristal          |
|        | DEF     | Christian Ramos    | 4 de novembre de 1988  | 43      | 1    | Juan Aurich               |
|        | DEF     | Aldo Corzo         | 20 de maig de 1989     | 8       | 0    | Deportivo Municipal       |
|        | DEF     | Jair Céspedes      | 22 de maig de 1984     | 7       | 0    | Sporting Cristal          |
|        | DEF     | Miguel Trauco      | 25 d'agost de 1992     | 2       | 0    | Universitario             |
|        | DEF     | Miguel Araujo      | 24 d'octubre de 1994   | 1       | 0    | Alianza Lima              |
|        | DEF     | Luis Abram         | 27 de febrer de 1996   | 0       | 0    | Sporting Cristal          |
|        | MIG     | Christian Cueva    | 23 de novembre de 1991 | 21      | 1    | Toluca                    |
|        | MIG     | Adán Balbín        | 13 d'octubre de 1986   | 12      | 0    | Universitario             |
|        | MIG     | Cristian Benavente | 19 de maig de 1994     | 9       | 1    | Charleroi                 |
|        | MIG     | Renato Tapia       | 28 de juliol de 1995   | 8       | 0    | Feyenoord                 |
|        | MIG     | Óscar Vílchez      | 21 de gener de 1986    | 1       | 0    | Alianza Lima              |
|        | MIG     | Luiz da Silva      | 28 de desembre de 1996 | 0       | 0    | Jong PSV                  |
|        | MIG     | Armando Alfageme   | 3 de novembre de 1990  | 0       | 0    | Deportivo Municipal       |
|        | MIG     | Alejandro Hohberg  | 20 de setembre de 1991 | 0       | 0    | Universidad César Vallejo |
|        | DAV     | Paolo Guerrero     | 1 de gener de 1984     | 67      | 26   | Flamengo                  |
|        | DAV     | Raúl Ruidíaz       | 25 de juliol de 1990   | 13      | 1    | Universitario             |
|        | DAV     | Edison Flores      | 15 de maig de 1994     | 4       | 0    | Universitario             |
|        | DAV     | Andy Polo          | 29 de setembre de 1994 | 1       | 0    | Universitario             |

## Grup C

### Jamaica
Entrenador:  Winfried Schäfer
Els següents 23 jugadors foren els seleccionats per formar part de l'equip nacional a la Copa América Centenario. Simon Dawkins, lesionat, fou substituït per Joel Grant el 2 de juny.
| Dorsal | Posició | Jugador           | Data de naixement/edat | Partits | Gols | Club                      |
| ------ | ------- | ----------------- | ---------------------- | ------- | ---- | ------------------------- |
|        | POR     | Andre Blake       | 21 de novembre de 1990 | 15      | 0    | Philadelphia Union        |
|        | POR     | Duwayne Kerr      | 16 de febrer de 1987   | 14      | 0    | Sarpsborg 08              |
|        | POR     | Ryan Thompson     | 7 de gener de 1985     | 7       | 0    | Saint Louis FC            |
|        | DEF     | Rosario Harriott  | 26 de setembre de 1989 | 1       | 0    | Harbour View              |
|        | DEF     | Michael Hector    | 19 de juliol de 1992   | 13      | 0    | Chelsea                   |
|        | DEF     | Kemar Lawrence    | 17 de setembre de 1992 | 31      | 2    | New York Red Bulls        |
|        | DEF     | Adrian Mariappa   | 3 d'octubre de 1986    | 37      | 1    | Crystal Palace            |
|        | DEF     | Wes Morgan        | 21 de gener de 1984    | 25      | 0    | Leicester City            |
|        | DEF     | Damano Solomon    | 13 d'octubre de 1994   | 0       | 0    | Portmore United           |
|        | DEF     | Jermaine Taylor   | 14 de gener de 1985    | 85      | 0    | Portland Timbers          |
|        | MIG     | Rodolph Austin    | 1 de juny de 1985      | 84      | 7    | Brøndby IF                |
|        | MIG     | Michael Binns     | 12 d'agost de 1988     | 0       | 0    | Portmore United           |
|        | MIG     | Chevone Marsh     | 25 de febrer de 1994   | 0       | 0    | Cavalier                  |
|        | MIG     | Jobi McAnuff      | 3 de novembre de 1981  | 26      | 1    | Leyton Orient             |
|        | MIG     | Garath McCleary   | 15 de maig de 1987     | 19      | 3    | Reading                   |
|        | MIG     | Andrew Vanzie     | 26 de novembre de 1990 | 3       | 0    | Humble Lions              |
|        | MIG     | Je-Vaughn Watson  | 22 d'octubre de 1983   | 54      | 2    | New Anglaterra Revolution |
|        | MIG     | Lee Williamson    | 7 de juny de 1982      | 4       | 0    | Blackburn Rovers          |
|        | MIG     | Joel Grant        | 26 d'agost de 1987     | 13      | 2    | Exeter City               |
|        | DAV     | Giles Barnes      | 5 d'agost de 1988      | 14      | 3    | Houston Dynamo            |
|        | DAV     | Dever Orgill      | 8 de març de 1990      | 5       | 0    | IFK Mariehamn             |
|        | DAV     | Clayton Donaldson | 7 de febrer de 1984    | 4       | 1    | Birmingham City           |
|        | DAV     | Allan Ottey       | 18 de desembre de 1992 | 5       | 0    | Montego Bay United        |

### Mèxic
Entrenador:  Juan Carlos Osorio
Els següents 23 jugadors foren els seleccionats per formar part de l'equip nacional a la Copa América Centenario.
| Dorsal | Posició | Jugador              | Data de naixement/edat | Partits | Gols | Club             |
| ------ | ------- | -------------------- | ---------------------- | ------- | ---- | ---------------- |
| 1      | POR     | José de Jesús Corona | 26 de gener de 1981    | 42      | 0    | Cruz Azul        |
| 2      | DEF     | Néstor Araujo        | 21 d'agost de 1991     | 5       | 1    | Santos Laguna    |
| 3      | DEF     | Yasser Corona        | 28 de juliol de 1987   | 4       | 0    | Querétaro        |
| 4      | DEF     | Rafael Márquez       | 13 de febrer de 1979   | 129     | 15   | Atlas            |
| 5      | DEF     | Diego Reyes          | 19 de setembre de 1992 | 32      | 0    | Reial Societat   |
| 6      | DEF     | Jorge Torres Nilo    | 16 de gener de 1988    | 45      | 1    | UANL             |
| 7      | DEF     | Miguel Layún         | 25 de juny de 1988     | 38      | 3    | Porto            |
| 8      | DAV     | Hirving Lozano       | 30 de juliol de 1995   | 2       | 1    | Pachuca          |
| 9      | DAV     | Raúl Jiménez         | 5 de maig de 1991      | 42      | 8    | Benfica          |
| 10     | DAV     | Jesús Manuel Corona  | 6 de gener de 1993     | 20      | 5    | Porto            |
| 11     | DAV     | Javier Aquino        | 11 de febrer de 1990   | 35      | 0    | UANL             |
| 12     | POR     | Alfredo Talavera     | 18 de setembre de 1982 | 20      | 0    | Toluca           |
| 13     | POR     | Guillermo Ochoa      | 13 de juliol de 1985   | 74      | 0    | Málaga           |
| 14     | DAV     | Javier Hernández     | 1 de juny de 1988      | 80      | 43   | Bayer Leverkusen |
| 15     | DEF     | Héctor Moreno        | 17 de gener de 1988    | 66      | 1    | PSV              |
| 16     | MIG     | Héctor Herrera       | 19 d'abril de 1990     | 39      | 3    | Porto            |
| 17     | DAV     | Jürgen Damm          | 7 de novembre de 1992  | 3       | 1    | UANL             |
| 18     | MIG     | Andrés Guardado      | 28 de setembre de 1986 | 124     | 23   | PSV              |
| 19     | DAV     | Oribe Peralta        | 12 de gener de 1984    | 46      | 21   | América          |
| 20     | MIG     | Jesús Dueñas         | 16 de març de 1989     | 6       | 1    | UANL             |
| 21     | MIG     | Carlos Peña          | 25 de març de 1990     | 16      | 1    | Guadalajara      |
| 22     | DEF     | Paul Aguilar         | 6 de març de 1986      | 50      | 5    | América          |
| 23     | DEF     | Jesús Molina         | 29 de març de 1988     | 11      | 0    | Santos Laguna    |

### Uruguai
Entrenador: Óscar Tabárez
Els següents 23 jugadors foren els seleccionats per formar part de l'equip nacional a la Copa América Centenario. El 30 de maig, Cristian Rodríguez es va lesionar, i fou substituït per Diego Laxalt.
| Dorsal | Posició | Jugador             | Data de naixement/edat | Partits | Gols | Club                 |
| ------ | ------- | ------------------- | ---------------------- | ------- | ---- | -------------------- |
| 1      | POR     | Fernando Muslera    | 16 de juny de 1986     | 79      | 0    | Galatasaray          |
| 2      | DEF     | José María Giménez  | 20 de gener de 1995    | 25      | 3    | Atlético Madrid      |
| 3      | DEF     | Diego Godín         | 16 de febrer de 1986   | 97      | 7    | Atlético Madrid      |
| 4      | DEF     | Jorge Fucile        | 19 de novembre de 1984 | 46      | 0    | Nacional             |
| 5      | MIG     | Carlos Sánchez      | 2 de desembre de 1984  | 16      | 0    | Monterrey            |
| 6      | DEF     | Álvaro Pereira      | 28 de novembre de 1985 | 78      | 7    | Getafe               |
| 7      | MIG     | Diego Laxalt        | 7 de febrer de 1993    | 0       | 0    | Genoa                |
| 8      | DAV     | Abel Hernández      | 8 d'agost de 1990      | 25      | 10   | Hull City            |
| 9      | DAV     | Luis Suárez         | 24 de gener de 1987    | 84      | 45   | Barcelona            |
| 10     | MIG     | Gastón Ramírez      | 2 de desembre de 1990  | 34      | 0    | Middlesbrough        |
| 11     | DAV     | Cristhian Stuani    | 10 de desembre de 1986 | 27      | 5    | Middlesbrough        |
| 12     | POR     | Martín Campaña      | 29 de maig de 1989     | 0       | 0    | Independiente        |
| 13     | DEF     | Mauricio Victorino  | 11 d'octubre de 1982   | 23      | 0    | Nacional             |
| 14     | MIG     | Nicolás Lodeiro     | 21 de març de 1989     | 44      | 3    | Boca Juniors         |
| 15     | MIG     | Matías Vecino       | 24 d'agost de 1991     | 2       | 0    | Fiorentina           |
| 16     | DEF     | Maxi Pereira        | 8 de juny de 1984      | 110     | 3    | Porto                |
| 17     | MIG     | Egidio Arévalo Ríos | 1 de gener de 1982     | 77      | 0    | Atlas                |
| 18     | DEF     | Mathías Corujo      | 8 de maig de 1986      | 12      | 0    | Universidad de Chile |
| 19     | DEF     | Gastón Silva        | 5 de març de 1994      | 2       | 0    | Torino               |
| 20     | MIG     | Álvaro González     | 29 d'octubre de 1984   | 62      | 3    | Atlas                |
| 21     | DAV     | Edinson Cavani      | 14 de febrer de 1987   | 80      | 30   | Paris Saint-Germain  |
| 22     | DAV     | Diego Rolán         | 24 de març de 1993     | 18      | 3    | Bordeaux             |
| 23     | POR     | Martín Silva        | 25 de març de 1983     | 7       | 0    | Vasco da Gama        |

### Veneçuela
Entrenador: Rafael Dudamel
Els següents 23 jugadors foren els seleccionats per formar part de l'equip nacional a la Copa América Centenario.
| Dorsal | Posició | Jugador               | Data de naixement/edat | Partits | Gols | Club                 |
| ------ | ------- | --------------------- | ---------------------- | ------- | ---- | -------------------- |
| 1      | POR     | José Contreras        | 20 d'octubre de 1994   | 2       | 0    | Deportivo Táchira    |
| 2      | DEF     | Wilker Ángel          | 18 de març de 1993     | 4       | 2    | Deportivo Táchira    |
| 3      | DEF     | Mikel Villanueva      | 14 d'abril de 1993     | 2       | 1    | Atlético Malagueño   |
| 4      | DEF     | Oswaldo Vizcarrondo   | 31 de maig de 1984     | 71      | 8    | Nantes               |
| 5      | MIG     | Arquímedes Figuera    | 6 d'octubre de 1989    | 8       | 1    | La Guaira            |
| 6      | DEF     | José Manuel Velázquez | 8 de setembre de 1990  | 15      | 1    | Arouca               |
| 7      | DAV     | Yonathan Del Valle    | 28 de maig de 1990     | 10      | 0    | Kasımpaşa            |
| 8      | MIG     | Tomás Rincón          | 13 de gener de 1988    | 69      | 0    | Genoa (capità)       |
| 9      | DAV     | Salomón Rondón        | 16 de setembre de 1989 | 47      | 14   | West Bromwich Albion |
| 10     | MIG     | Rómulo Otero          | 9 de novembre de 1992  | 11      | 4    | Huachipato           |
| 11     | MIG     | Juan Pablo Añor       | 24 de gener de 1994    | 3       | 0    | Málaga               |
| 12     | POR     | Dani Hernández        | 21 d'octubre de 1985   | 20      | 0    | Tenerife             |
| 13     | MIG     | Luis Manuel Seijas    | 23 de juny de 1986     | 62      | 2    | Santa Fe             |
| 14     | MIG     | Carlos Suárez         | 26 d'abril de 1992     | 0       | 0    | Carabobo             |
| 15     | MIG     | Alejandro Guerra      | 9 de juliol de 1985    | 52      | 4    | Atlético Nacional    |
| 16     | DEF     | Roberto Rosales       | 20 de novembre de 1988 | 63      | 0    | Málaga               |
| 17     | DAV     | Josef Martínez        | 19 de maig de 1993     | 24      | 4    | Torino               |
| 18     | MIG     | Adalberto Peñaranda   | 31 de maig de 1997     | 2       | 0    | Watford              |
| 19     | DAV     | Christian Santos      | 24 de març de 1988     | 4       | 1    | NEC                  |
| 20     | DEF     | Rolf Feltscher        | 10 de juny de 1990     | 5       | 0    | Duisburg             |
| 21     | DEF     | Alexander González    | 13 de setembre de 1992 | 30      | 1    | Huesca               |
| 22     | MIG     | Yangel Herrera        | 7 de gener de 1998     | 0       | 0    | Atlético Venezuela   |
| 23     | POR     | Wuilker Faríñez       | 15 de febrer de 1998   | 0       | 0    | Caracas              |

## Grup D

### Argentina
Entrenador: Gerardo Martino
Els següents 23 jugadors foren els seleccionats per formar part de l'equip nacional a la Copa América Centenario. El 30 de maig, Lucas Biglia es va lesionar i fou canviat per Guido Pizarro.
| Dorsal | Posició | Jugador            | Data de naixement/edat | Partits | Gols | Club                |
| ------ | ------- | ------------------ | ---------------------- | ------- | ---- | ------------------- |
| 1      | POR     | Sergio Romero      | 22 de febrer de 1987   | 72      | 0    | Manchester United   |
| 2      | DEF     | Jonathan Maidana   | 29 de juliol de 1985   | 2       | 0    | River Plate         |
| 3      | DEF     | Facundo Roncaglia  | 10 de febrer de 1987   | 10      | 0    | Fiorentina          |
| 4      | DEF     | Gabriel Mercado    | 18 de març de 1987     | 4       | 2    | River Plate         |
| 5      | MIG     | Matías Kranevitter | 21 de maig de 1993     | 4       | 0    | Atlético Madrid     |
| 6      | MIG     | Guido Pizarro      | 26 de febrer de 1990   | 0       | 0    | UANL                |
| 7      | MIG     | Ángel Di María     | 14 de febrer de 1988   | 72      | 16   | Paris Saint-Germain |
| 8      | MIG     | Augusto Fernández  | 10 d'abril de 1986     | 11      | 1    | Atlético Madrid     |
| 9      | DAV     | Gonzalo Higuaín    | 10 de desembre de 1987 | 56      | 25   | Napoli              |
| 10     | DAV     | Lionel Messi       | 24 de juny de 1987     | 107     | 50   | Barcelona (capità)  |
| 11     | DAV     | Sergio Agüero      | 2 de juny de 1988      | 71      | 32   | Manchester City     |
| 12     | POR     | Nahuel Guzmán      | 10 de febrer de 1986   | 6       | 0    | UANL                |
| 13     | DEF     | Ramiro Funes Mori  | 5 de març de 1991      | 6       | 0    | Everton             |
| 14     | MIG     | Javier Mascherano  | 8 de juny de 1984      | 123     | 3    | Barcelona           |
| 15     | DEF     | Víctor Cuesta      | 19 de novembre de 1988 | 0       | 0    | Independiente       |
| 16     | DEF     | Marcos Rojo        | 20 de març de 1990     | 43      | 2    | Manchester United   |
| 17     | DEF     | Nicolás Otamendi   | 12 de febrer de 1988   | 31      | 1    | Manchester City     |
| 18     | MIG     | Érik Lamela        | 4 de març de 1992      | 15      | 1    | Tottenham Hotspur   |
| 19     | MIG     | Éver Banega        | 29 de juny de 1988     | 40      | 4    | Sevilla             |
| 20     | MIG     | Nicolás Gaitán     | 23 de febrer de 1988   | 12      | 2    | Benfica             |
| 21     | MIG     | Javier Pastore     | 20 de juny de 1989     | 27      | 2    | Paris Saint-Germain |
| 22     | DAV     | Ezequiel Lavezzi   | 3 de maig de 1985      | 49      | 7    | Hebei Xina Fortune  |
| 23     | POR     | Mariano Andújar    | 30 de juliol de 1983   | 11      | 0    | Estudiantes         |

### Bolívia
Entrenador: Julio Cesar Baldivieso
Els següents 23 jugadors foren els seleccionats per formar part de l'equip nacional a la Copa América Centenario.
| Dorsal | Posició | Jugador                 | Data de naixement/edat | Partits | Gols | Club                       |
| ------ | ------- | ----------------------- | ---------------------- | ------- | ---- | -------------------------- |
| 1      | POR     | Carlos Lampe            | 17 de març de 1987     | 4       | 0    | Sport Boys                 |
| 2      | DEF     | Erwin Saavedra          | 25 de febrer de 1996   | 3       | 0    | Bolívar                    |
| 3      | DEF     | Luis Alberto Gutiérrez  | 10 de març de 1985     | 31      | 0    | Ironi Kiryat Shmona        |
| 4      | DEF     | Diego Bejarano          | 24 d'agost de 1991     | 11      | 1    | The Strongest              |
| 5      | DEF     | Nelson Cabrera          | 22 d'abril de 1983     | 0       | 0    | Bolívar                    |
| 6      | MIG     | Wálter Veizaga          | 22 d'abril de 1986     | 17      | 0    | The Strongest              |
| 7      | DAV     | Juan Carlos Arce        | 10 d'abril de 1985     | 49      | 8    | Bolívar                    |
| 8      | MIG     | Martin Smedberg-Dalence | 10 de maig de 1984     | 8       | 1    | IFK Göteborg               |
| 9      | DAV     | Yasmani Duk             | 1 de març de 1988      | 6       | 1    | New York Cosmos            |
| 10     | MIG     | Jhasmani Campos         | 10 de maig de 1988     | 33      | 2    | Kazma                      |
| 11     | DAV     | Bruno Miranda           | 10 de febrer de 1998   | 0       | 0    | Universidad de Chile       |
| 12     | POR     | Romel Quiñónez          | 25 de juny de 1992     | 13      | 0    | Bolívar                    |
| 13     | MIG     | Alejandro Meleán        | 16 de juny de 1987     | 10      | 0    | Oriente Petrolero          |
| 14     | MIG     | Raúl Castro             | 19 d'agost de 1989     | 0       | 0    | The Strongest              |
| 15     | MIG     | Pedro Azogue            | 6 de desembre de 1994  | 9       | 0    | Oriente Petrolero          |
| 16     | MIG     | Cristhian Machado       | 20 de juny de 1990     | 0       | 0    | Jorge Wilstermann          |
| 17     | DEF     | Marvin Bejarano         | 6 de març de 1988      | 26      | 0    | Oriente Petrolero          |
| 18     | DAV     | Rodrigo Ramallo         | 14 d'octubre de 1990   | 8       | 2    | The Strongest              |
| 19     | MIG     | Samuel Galindo          | 18 d'abril de 1992     | 4       | 0    | Petrolero                  |
| 20     | MIG     | Fernando Saucedo        | 15 de març de 1990     | 1       | 0    | Jorge Wilstermann          |
| 21     | DEF     | Ronald Eguino           | 20 de febrer de 1988   | 15      | 0    | Bolívar                    |
| 22     | DEF     | Edward Zenteno          | 5 de desembre de 1984  | 25      | 0    | Jorge Wilstermann (capità) |
| 23     | POR     | Guillermo Vizcarra      | 7 de febrer de 1993    | 0       | 0    | Oriente Petrolero          |

### Xile
Entrenador:  Juan Antonio Pizzi
Els següents 23 jugadors foren els seleccionats per formar part de l'equip nacional a la Copa América Centenario. L'1 de juny, Matías Fernández, lesionat, fou substituït per Mark González
| Dorsal | Posició | Jugador               | Data de naixement/edat | Partits | Gols | Club                 |
| ------ | ------- | --------------------- | ---------------------- | ------- | ---- | -------------------- |
| 1      | POR     | Claudio Bravo         | 13 d'abril de 1983     | 100     | 0    | Barcelona (capità)   |
| 2      | DEF     | Eugenio Mena          | 18 de juliol de 1988   | 44      | 3    | São Paulo            |
| 3      | DEF     | Enzo Roco             | 16 d'agost de 1992     | 6       | 1    | Espanyol             |
| 4      | DEF     | Mauricio Isla         | 12 de juny de 1988     | 73      | 3    | Marseille            |
| 5      | MIG     | Francisco Silva       | 11 de febrer de 1986   | 23      | 0    | Chiapas              |
| 6      | DEF     | José Pedro Fuenzalida | 22 de febrer de 1985   | 26      | 1    | Universidad Católica |
| 7      | DAV     | Alexis Sánchez        | 19 de desembre de 1988 | 93      | 31   | Arsenal              |
| 8      | MIG     | Arturo Vidal          | 22 de maig de 1987     | 74      | 15   | Bayern de Múnic      |
| 9      | DAV     | Mauricio Pinilla      | 4 de febrer de 1984    | 39      | 8    | Atalanta             |
| 10     | MIG     | Pablo Hernández       | 24 d'octubre de 1986   | 4       | 3    | Celta                |
| 11     | DAV     | Eduardo Vargas        | 20 de novembre de 1989 | 52      | 25   | Hoffenheim           |
| 12     | POR     | Cristopher Toselli    | 22 de juny de 1988     | 4       | 0    | Universidad Católica |
| 13     | MIG     | Erick Pulgar          | 15 de gener de 1994    | 2       | 0    | Bologna              |
| 14     | DAV     | Mark González         | 10 de juliol de 1984   | 54      | 6    | Sport Recife         |
| 15     | DEF     | Jean Beausejour       | 3 de juny de 1984      | 75      | 6    | Colo-Colo            |
| 16     | DAV     | Nicolás Castillo      | 14 de febrer de 1993   | 2       | 0    | Universidad Católica |
| 17     | DEF     | Gary Medel            | 3 d'agost de 1987      | 87      | 7    | Internazionale       |
| 18     | DEF     | Gonzalo Jara          | 29 d'agost de 1985     | 87      | 3    | Universidad de Chile |
| 19     | DAV     | Fabián Orellana       | 27 de gener de 1986    | 35      | 2    | Celta                |
| 20     | MIG     | Charles Aránguiz      | 17 d'abril de 1989     | 40      | 6    | Bayer Leverkusen     |
| 21     | MIG     | Marcelo Díaz          | 30 de desembre de 1986 | 43      | 1    | Celta                |
| 22     | DAV     | Edson Puch            | 9 d'abril de 1986      | 6       | 0    | LDU Quito            |
| 23     | POR     | Johnny Herrera        | 9 de maig de 1981      | 14      | 0    | Universidad de Chile |

### Panamà
Entrenador:  Hernán Darío Gómez
Els següents 23 jugadors foren els seleccionats per formar part de l'equip nacional a la Copa América Centenario.
| Dorsal | Posició | Jugador           | Data de naixement/edat | Partits | Gols | Club                   |
| ------ | ------- | ----------------- | ---------------------- | ------- | ---- | ---------------------- |
| 1      | POR     | Jaime Penedo      | 26 de setembre de 1981 | 115     | 0    | Saprissa               |
| 2      | MIG     | Miguel Camargo    | 5 de setembre de 1993  | 1       | 0    | Mineros de Guayana     |
| 3      | DEF     | Harold Cummings   | 1 de març de 1992      | 43      | 0    | Alajuelense            |
| 4      | DEF     | Fidel Escobar     | 2 d'abril de 1994      | 3       | 0    | Sporting San Miguelito |
| 5      | DEF     | Roderick Miller   | 3 d'abril de 1992      | 16      | 0    | San Francisco          |
| 6      | MIG     | Gabriel Gómez     | 29 de maig de 1984     | 122     | 11   | Cartaginés             |
| 7      | DAV     | Blas Pérez        | 13 de març de 1981     | 103     | 38   | Vancouver Whitecaps    |
| 8      | DAV     | Gabriel Torres    | 31 d'octubre de 1988   | 54      | 9    | Zamora                 |
| 9      | DAV     | Roberto Nurse     | 16 de desembre de 1983 | 16      | 3    | Zacatecas              |
| 10     | DAV     | Luis Tejada       | 28 de març de 1982     | 92      | 41   | Juan Aurich            |
| 11     | MIG     | Armando Cooper    | 26 de novembre de 1987 | 69      | 5    | Árabe Unido            |
| 12     | POR     | Álex Rodríguez    | 5 d'agost de 1990      | 4       | 0    | San Francisco          |
| 13     | DEF     | Adolfo Machado    | 14 de febrer de 1985   | 58      | 1    | Saprissa               |
| 14     | MIG     | Valentín Pimentel | 30 de maig de 1991     | 14      | 1    | La Equidad             |
| 15     | DEF     | Martín Gómez      | 23 de gener de 1989    | 8       | 1    | San Francisco          |
| 16     | DAV     | Abdiel Arroyo     | 13 de desembre de 1993 | 12      | 0    | RNK Split              |
| 17     | DEF     | Luis Henríquez    | 23 de novembre de 1981 | 86      | 2    | Tauro                  |
| 18     | MIG     | Ricardo Buitrago  | 10 de març de 1985     | 19      | 3    | Juan Aurich            |
| 19     | MIG     | Alberto Quintero  | 18 de desembre de 1987 | 70      | 5    | San Jose Earthquakes   |
| 20     | MIG     | Aníbal Godoy      | 10 de febrer de 1990   | 65      | 1    | San Jose Earthquakes   |
| 21     | MIG     | Amílcar Henríquez | 2 d'agost de 1983      | 71      | 0    | América de Cali        |
| 22     | POR     | José Calderón     | 14 d'agost de 1985     | 14      | 0    | Platense               |
| 23     | DEF     | Felipe Baloy      | 24 de febrer de 1981   | 88      | 3    | Atlas (capità)         |

## Origen dels jugadors

### Per club
| Jugadors | Clubs |
| -------- | --- |
| 6        | Atlético Nacional · UANL · Universitario · Paris Saint-Germain |
| 5        | Bolívar · América · Atlético Madrid, · Barcelona |
| 4        | Oriente Petrolero, The Strongest · Universidad Católica, Universidad de Chile · Alajuelense, Saprissa · Emelec · Atlas, Monterrey · Juan Aurich, Sporting Cristal · Porto · San Jose Earthquakes |
| 3        | Independiente · Jorge Wilstermann · Atlético Mineiro, Grêmio, São Paulo · Vancouver Whitecaps · Herediano · Arsenal, Everton, Manchester United · PSV · Fiorentina, Internazionale · Pachuca, Toluca · Cerro Porteño, Olimpia · Benfica · Celta, Málaga · Sporting Kansas City |
| 2        | Boca Juniors, Lanús, Racing Club, River Plate · Corinthians, Santos, · Colo-Colo · Santa Fe · LDU Quito · Aston Villa, Chelsea, Manchester City, Middlesbrough, Watford, West Brom · Nantes · Bayer Leverkusen · Milan, Torino · Portmore United · Cruz Azul, Querétaro, Santos Laguna, Tijuana · San Francisco · Alianza Lima Deportivo Municipal · Espanyol · Reial Madrid · Nacional · D.C. United, Jacksonville Armada, Portland Timbers, Seattle Sounders FC · Deportivo Táchira |
| 1        | Atlético Uruguay, Estudiantes, Godoy Cruz, San Lorenzo · Charleroi, Standard Liège · Petrolero, Sport Boys · Flamengo, Internacional, Palmeiras, Vasco da Gama · Montreal Impact, Toronto FC · Huachipato · Beijing Guoan, Hebei Xina Fortune, Shandong Luneng · América de Cali, Deportivo Cali, Independiente Medellín, Junior, La Equidad · C.S. Cartaginés · RNK Split · Brøndby IF, Midtjylland · Barcelona, El Nacional, Independiente · Birmingham City, Blackburn Rovers, Bournemouth, Crystal Palace, Hull City, Leicester City, Leyton Orient, Liverpool, Reading, Stoke City, Sunderland, Tottenham Hotspur, West Ham · IFK Mariehamn · Bordeaux, Caen, Cholet, Evian, Laval, Marseille, Monaco, Nice, Reims · Bayern de Múnic, Borussia Dortmund, Borussia Mönchengladbach, Duisburg, Hamburger SV, Hertha BSC, Hoffenheim, Ingolstadt 04, Wolfsburg · Aigle Noir · AZ, Feyenoord, Jong PSV, NEC · Platense · Ferencváros · Mohun Bagan · Persepolis · Ironi Kiryat Shmona · Atalanta, Bologna, Genoa, Juventus, Napoli · Cavalier, Harbour View, Humble Lions, Montego Bay United · Kazma · Chiapas, Guadalajara, UNAM, Zacatecas · Molde, Sarpsborg 08 · Árabe Unido, Sporting San Miguelito, Tauro · Universidad César Vallejo · Wisła Kraków, Chrobry Głogów · Arouca, Porto B, Sporting de Lisboa, Vila Real · Voluntari · Rostov, Zenit Saint Petersburg · Heart of Midlothian · València CF · Atlético Malagueño, Deportivo de La Coruña, Getafe, Huesca, Reial Societat, Sevilla, Sporting Gijón, Tenerife · IFK Göteborg, Malmö FF · Aarau · Bangkok Glass · 1461 Trabzon, Galatasaray, Kasımpaşa · Dynamo Kyiv · Carolina RailHawks, Colorado Rapids, FC Dallas, Fort Lauderdale Strikers, Houston Dynamo, LA Galaxy, Minnesota United, New Anglaterra Revolution, New York Cosmos, New York Red Bulls, New York City, Orlando City, Philadelphia Union, Real Salt Lake, Saint Louis FC · Atlético Veneçuela, Carabobo, Caracas, La Guaira, Mineros de Guayana, Zamora · Sài Gòn, · Swansea City · |

### Per país del club
Els països en cursiva no participen en el torneig.
| Jugadors | Clubs |
| -------- | --- |
| 36       | Mèxic |
| 34       | Anglaterra |
| 30       | Espanya |
| 29       | Estats Units |
| 19       | Perú |
| 18       | Bolívia |
| 17       | França |
| 15       | Argentina, Brasil, Itàlia |
| 13       | Colòmbia |
| 12       | Costa Rica |
| 11       | Alemanya, Portugal |
| 10       | Xile, Equador |
| 8        | Veneçuela |
| 7        | Països Baixos |
| 6        | Jamaica, Paraguai |
| 5        | Canadà, Panamà |
| 3        | Xina, Turquia |
| 2        | Bèlgica, Dinamarca, Noruega, Polònia, Suècia |
| 1        | Croàcia, Finland, Haití, Hondures , Hongria, Índia, Iran, Israel, Kuwait, Romania, Rússia, Escòcia, Suïssa, Tailàndia, Ucraïna, Vietnam, Gal·les |

### Per confederació a la qual pertany el club
| Jugadors | Confederació |
| -------- | ------------ |
| 150      | UEFA         |
| 112      | CONMEBOL     |
| 94       | CONCACAF     |
| 8        | AFC          |
| 0        | CAF          |
| 0        | OFC          |